# Karl Reuttner von Weyl
Karl Kaspar Viktor Cäsar Graf Reuttner von Weyl (* 15. Dezember 1801 in Achstetten; † 31. August 1874 ebenda) war ein deutscher Rittergutsbesitzer und Politiker.

## Leben
Als Sohn von Julius Cäsar Fidelius Ludwig Graf Reuttner von Weyl (1765–1820) geboren, studierte Karl Reuttner von Weyl Rechtswissenschaften in Tübingen. Während seines Studiums wurde er 1821 Mitglied des Burschenvereins bzw. der Burschenschaft Germania Tübingen. Nach seinem Studium war er Rittergutsbesitzer und Herr auf Achstetten. Er war königlich-württembergischer Kammerherr und Abgeordneter des Württembergischen Landtags.
1840 verkaufte er seine Herrschaft Hürbel an den Staat.